# شهرستان هارتفورد (کنتیکت)
شهرستان هارتفورد، کنتیکت (به انگلیسی: Hartford County, Connecticut) یک سکونتگاه مسکونی در ایالات متحده آمریکا است که در کنتیکت واقع شده‌است.

## خصوصیات
شهرستان هارتفورد ۱٬۹۴۵٫۰۹ کیلومترمربع مساحت دارد.